# 廻船問屋瀧田家
廻船問屋瀧田家（かいせんどんやたきたけ）は、愛知県常滑市栄町にある資料館である。2009年（平成21年）4月1日より常滑市観光協会常滑市部が、2019年（平成31年）4月1日より株式会社新東通信が指定管理者として管理・運営を担っていた。2024年（令和6年）4月1日より知多半島ケーブルネットワーク株式会社の運営となっている

## 概要
廻船問屋であった旧家瀧田家の屋敷を復元・整備したものである。この屋敷は1850年（嘉永3年）ごろに建築されたもので、2000年（平成12年）には主屋、土蔵、離れが常滑市指定有形文化財となっている。屋内には、瀧田家に保存されていた生活道具や船道具などの資料が展示がされている。
また、常滑市の観光モデルコースやきもの散歩道の中核施設となっている。
「日本映画の女優第1号」として知られる花柳はるみが嫁ぎ、はるみの長女である日本航空（JAL）初の女性役員・瀧田あゆちが暮らした家としても知られる。

## 施設概要

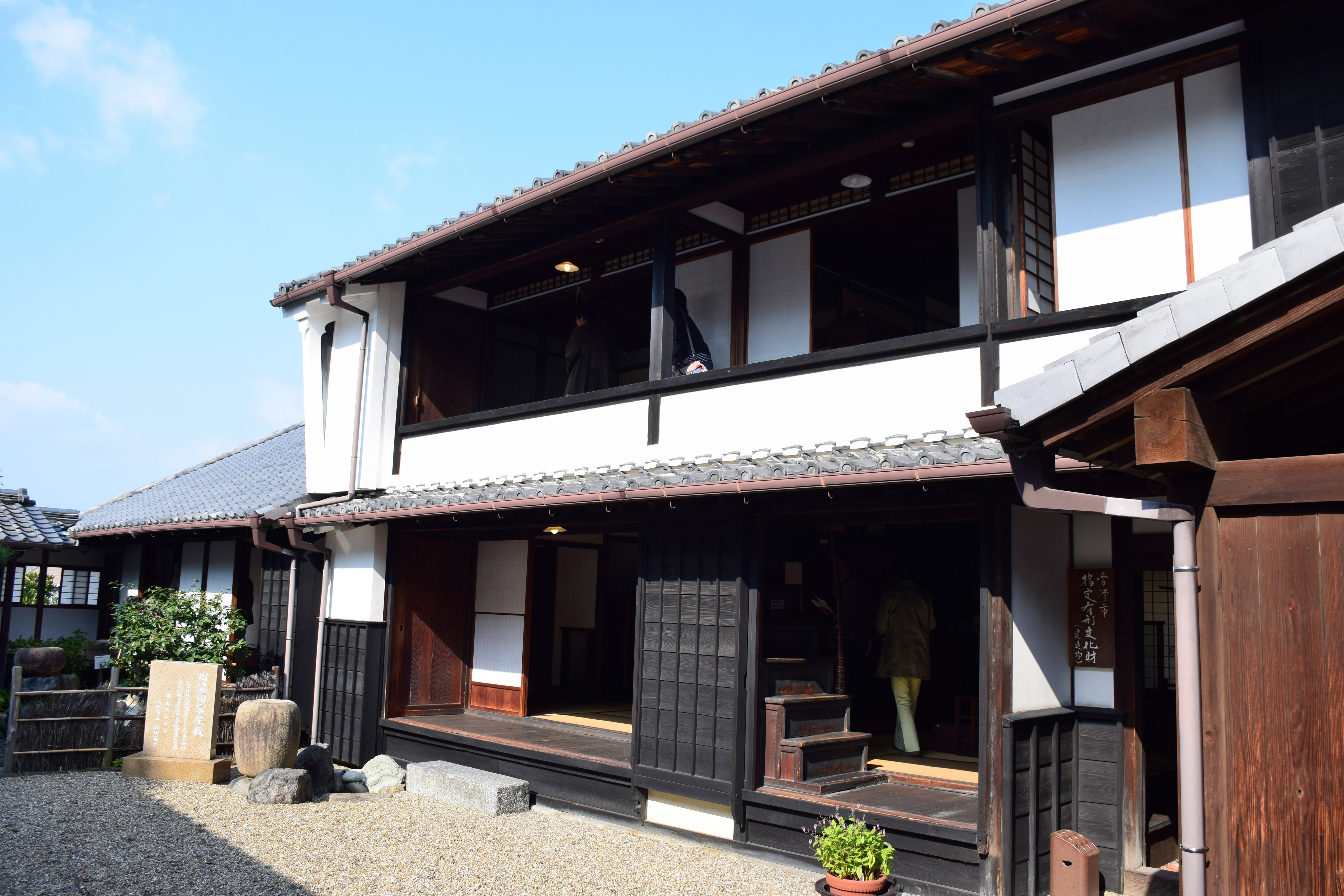
主屋

- 主屋（市指定有形文化財）：建築面積 177.82m2、延床面積 301.38m2、木造2階建て[4]
- 土蔵（市指定有形文化財）：建築面積 30.26m2、延床面積 49.58m2、木造2階建て[4]
- 離れ（市指定有形文化財）：建築面積 62.53m2、延床面積 64.07m2、木造平屋建て[4]
- 休憩室：建築面積 76.62m2、木造平屋建て[4]
- 長屋門：建築面積 29.33m2、床面積 24.49m2、木造平屋建て[4]
- 保管庫：建築面積 18.18m2、延床面積 36.36m2、木造2階建て[4]

## 利用案内
- 開館時間 : 9:30 - 16:30
- 休館日 : 毎週水曜日（祝日の場合は翌日）、年末年始
- 入館料 : 200円（中学生以下は無料）

## 交通アクセス
- 名鉄常滑線「常滑駅」から徒歩で約7分。

## 関連事項
- 花柳はるみ
- 瀧田あゆち